# Días calientes
Días calientes es una película de Argentina  dirigida por Armando Bó según su propio guion que se estrenó el 10 de mayo de 1966 y que tuvo como protagonistas a Isabel Sarli, Mario Passano y Ricardo Passano. El filme tuvo el título alternativo de Los días calientes.

## Sinopsis
Una mujer llega a las islas para recibir la herencia de un hermano que ha sido asesinado en esta localidad .

## Reparto
- Isabel Sarli
- Mario Passano
- Ricardo Passano
- Claude Marting
- Raúl del Valle
- Mario Casado
- Elcira Olivera Garcés

## Comentarios
La Nación:

”Los hermanos Passano se defienden como leones de la vulgaridad de sus personajes, en tanto Isabel Sarli se muestra tan inexpresiva y monocorde como siempre. El film, en suma, tiene muchos defectos. Pero hay uno particularmente imperdonable: es lenta y aburrida”.
Manrupe y Portela :¨¨cita
”Mediocre repetición de otras tantas películas, con intento de alegato contra productores frutícolas”.